# Comuna Spasiv, Zdolbuniv
Spasiv (în ucraineană Спасів) este o comună în raionul Zdolbuniv, regiunea Rivne, Ucraina, formată din satele Spasiv (reședința), Steblivka și Țurkiv.

## Demografie
Componența lingvistică a comunei Spasiv
     Ucraineană (99,63%)
     Alte limbi (0,37%)
Conform recensământului din 2001, majoritatea populației comunei Spasiv era vorbitoare de ucraineană (99,63%), existând în minoritate și vorbitori de alte limbi.